# Kanał Czarnociński
Kanał Czarnociński – kanał wodny w północno-zachodniej Polsce, w woj. zachodniopomorskim, w powiecie goleniowskim, biegnący przez Równinę Goleniowską i uchodzący do Zalewu Szczecińskiego.
Kanał rozpoczyna się na zachód od wsi Żarnowo i płynie przy północnych obrzeżach polderów „Żarnowo I” i „Żarnowo II”. Płynie w kierunku zachodnim i uchodzi do Zalewu Szczecińskiego na północ od wsi Czarnocin.